# Jacques Léonard (photographe)
Pour les articles homonymes, voir Jacques Léonard et Léonard.
Jacques Alexandre Simon Léonard, (né 12 juin 1909 dans le 17e arrondissement de Paris et mort le 11 juillet 1994 à L’Escala, dans la province de Gérone, en Catalogne) est un photographe français, connu notamment pour ses photos de la communauté gitane de Barcelone, dont l’œuvre se rattache au courant de la photographie humaniste.

## Biographie
Jacques Léonard, né 12 juin 1909 à Paris, commence son activité professionnelle dans le cinéma en étant engagé en tant qu’apprenti aux studios cinématographiques Gaumont, découvrant tous les aspects de la production cinématographique. Il collabore ainsi avec plusieurs réalisateurs, dont Abel Gance avec qui il travaille sur les films J’accuse (1938), Louise (1939) et Paradis perdu (1940). En 1940, Abel Gance l’envoie en Espagne pour effectuer des repérages pour un projet de film sur Christophe Colomb qui ne verra jamais le jour à cause de la guerre. 
Au cours de ce voyage, il fait la connaissance de l’écrivain, journaliste, critique littéraire et critique d’art et réalisateur Manuel García Viñolas (es), qui était à l’époque chef du Service de cinématographie du ministère de l’Intérieur, qui le prend sous son aile et l’aide au cours des années suivantes, lui proposant notamment de travailler pour la maison de production Ulargui Films pour laquelle il réalise le montage de quelques films.   
Il se passionne pour ce pays et y revient fréquemment, notamment en 1943 pour effectuer un reportage — intitulé Évadés — sur le passage par l’Espagne de jeunes Français qui fuyaient le fascisme et se rendaient à Malaga pour embarquer vers l’Afrique et la liberté. 
En 1952, il décide de s’installer définitivement en Espagne, à Barcelone et devient photographe professionnel, ouvrant son propre studio. Il consacre une grande partie de son activité à la photographie publicitaire, qui lui permet d’assurer ses moyens de subsistance et collabore avec différents organes de presse comme La Vanguardia ou le magazine d’actualités Gaceta Ilustrada (es), créé en 1956, dans l’esprit de Life ou de Paris Match. 
Lors de l’un de ses séjours en Espagne, il tombe amoureux de Rosario Amaya, une gitane du quartier de Montjuïc, qu’il épouse. Son mariage lui ouvre les portes de la communauté gitane, très fermée aux étrangers. Étant ainsi introduit et ayant partagé la vie et le quotidien des baraquements, il a pu, bien qu’étranger, prendre en toute la liberté toutes les photographies qu’il souhaitait, car toutes les portes étaient ouvertes pour le gadjo Chac, comme l’appelait sa grande famille gitane. Il a ainsi pu porter pendant plus de vingt-cinq ans un regard intime sur la vie de cette communauté et documenter de l’intérieur la culture et le peuple gitans, constituant au fil des ans, jusqu’au milieu des années 1970, à la manière d’un ethnologue, des archives photographiques d’une grande valeur historique.
À Barcelone, il se lie d’amitié avec le photographe Francesc Català Roca, qui l’aide en lui donnant les premiers contacts.
En 1954 son reportage sur la División Azul, témoigne du retour en Espagne, neuf ans après la fin de la Seconde Guerre mondiale, des survivants de la 250e division d’infanterie de la Wehrmacht, officiellement dénommée División Española de Voluntarios (Spanische Freiwilligendivision en allemand) composée de volontaires espagnols créée à la fin du mois de juin 1941 par le général Franco et mise à la disposition de l’Allemagne nazie en soutien à l’armée allemande dans l’invasion de la Russie.
Il multiplie reportages et travaux jusqu’en 1975, année où il abandonne la photographie pour des raisons de santé.
Jacques Léonard meurt le 11 juillet 1994 à L’Escala, dans la province de Gérone, à l’âge de 85 ans.

## Expositions
- 1961 : Les Gitans, Paris
- 2012 : Barcelona gitana, Arxiu Fotogràfic de Barcelona, Barcelone
- 2012 : Pèlerinage gitan, Institut Français, Barcelone.
- 2013 : Vidas gitanas, Néprajzi Múzeum, Musée ethnographique, Budapest, Hongrie
- 2014 : Jacques Léonard y el mundo gitano. Museo Etnográfico González Santana, Olivence, Province de Badajoz.
- 2015-2017 : Vidas gitanas, Acción Cultural Española (es), exposition itinérante dans plusieurs villes européennes.
- 2016 : Clàssics Contemporanis II. 25è aniversari Francesc Català-Roca, Espai de fotografia, Barcelone.
- 2016 : Jacques Léonard Vintage, Galerie Marc Domènech, Barcelone.
- 2016-2017 : Barcelona Gitana, Fundació Vila Casas Palau Solterra. Torroella de Montgrí, Province de Gérone, Catalogne.
- 2016-2017 : 50 anys de l’enderroc del Barri del Somorrostro, Commission citoyenne pour la récupération de la mémoire des bidonvilles de Barcelone, Barcelone.
- 2017 : Évadés. 29 décémbre 1943, Galerie Marc Domènech, Barcelone.
- 2018 : Évadés. 29 décémbre 1943, Museu Memorial de l'Exili, (MUME), La Jonquera, Province de Gérone, Catalogne
- 2020 : Alegría, Galerie Anne Clergue, Arles
- 2021 : Tsiganes, XIIe Rencontres de la photographie en Gaspésie, du 15 juillet au 30 septembre 2021
- 2021 : Et si l'on dansait ..., Galerie Durev, Paris, du 9 février au 29 mars 2021
- 2021 : Romís, cloître du Centre culturel de la Mercè, Gérone, du 14 au 27 novembre 2021
- 2023 : L'Esprit nomade, Musée Réattu, Arles, 27 mai - 24 septembre 2023[2]